# Michail Pavlovič Romanov
Michail Pavlovič Romanov, in russo Михаил Павлович Романов? (San Pietroburgo, 8 febbraio 1798 – Varsavia, 9 settembre 1849), era il decimo figlio (il quarto maschio) dell'imperatore Paolo I di Russia e dell'imperatrice Sofia Dorotea di Württemberg.
Il figlio più giovane dell'imperatore Paolo I, Michail nacque a San Pietroburgo il 28 gennaio 1798 annunciato con 101 colpi per la gioia di tutti. il suo nome venne scelto prima della sua nascita.
Il 25 novembre 1820 fondò la Scuola di Artiglieria di San Pietroburgo, che fu la prima scuola militare in Russia. Nel 1825 fu nominato ispettore generale della parte tecnica.
Il granduca rimase scapolo fino a ventisette anni. L'imperatrice Marija Fëdorovna trovò nella sua terra natia una sposa per il suo figlio più giovane. Lei era la nipote del fratello dell'Imperatrice e la figlia maggiore del principe Paolo Federico di Württemberg  - Carlotta Federica Maria. Per conoscere la principessa, sua futura moglie, nel 1822 , Michail andò a Stoccarda.
A San Pietroburgo il 19 febbraio 1824 sposò la sua cugina di primo grado Carlotta di Württemberg (1807-73), figlia del principe Paolo Federico di Württemberg e della principessa Carlotta di Sassonia-Hildburghausen; dopo la conversione all'ortodossia prese il nome di Elena Pavlovna.
Ebbero cinque figlie:
- Granduchessa Maria (1825 - 1846)
- Granduchessa Elisabetta (26 maggio 1826 - 28 gennaio 1845), sposò il granduca Adolfo di Lussemburgo
- Granduchessa Caterina (28 agosto 1827 - 12 maggio 1894), sposò il duca Giorgio Augusto di Meclemburgo-Strelitz
- Granduchessa Aleksandra Michajlovna (1831 - 1832)
- Granduchessa Anna Michajlovna (1834 - 1836)

Il Palazzo Michailovskij fu costruito per il granduca dall'architetto Carlo Rossi tra il 1819 e il 1825; oggi ospita il Museo Russo.

## Ascendenza
|                                         |                                   |                                           | Genitori                                 |  |  | Nonni |  |  | Bisnonni                           |  |  | Trisnonni                       |  |
|                                         |                                   |                                           |                                          |  |  |       |  |  | Carlo Federico di Holstein-Gottorp |  |  | Federico IV di Holstein-Gottorp |  |
|                                         |                                   |                                           |                                          |  |  |       |  |  | Carlo Federico di Holstein-Gottorp |  |  | Federico IV di Holstein-Gottorp |  |
|                                         |                                   | Edvige Sofia di Svezia                    |                                          |  |  |       |  |  | Carlo Federico di Holstein-Gottorp |  |  |                                 |  |
| Pietro III di Russia                    |                                   |                                           |                                          |  |  |       |  |  | Carlo Federico di Holstein-Gottorp |  |  |                                 |  |
|                                         |                                   | Anna Petrovna Romanova                    | Pietro I di Russia                       |  |  |       |  |  |                                    |  |  |                                 |  |
|                                         |                                   | Anna Petrovna Romanova                    | Pietro I di Russia                       |  |  |       |  |  |                                    |  |  |                                 |  |
|                                         |                                   | Anna Petrovna Romanova                    | Caterina I di Russia                     |  |  |       |  |  |                                    |  |  |                                 |  |
| Paolo I di Russia                       |                                   | Anna Petrovna Romanova                    |                                          |  |  |       |  |  |                                    |  |  |                                 |  |
|                                         |                                   | Cristiano Augusto di Anhalt-Zerbst        | Giovanni Luigi I di Anhalt-Zerbst        |  |  |       |  |  |                                    |  |  |                                 |  |
|                                         |                                   | Cristiano Augusto di Anhalt-Zerbst        | Giovanni Luigi I di Anhalt-Zerbst        |  |  |       |  |  |                                    |  |  |                                 |  |
|                                         |                                   | Cristiano Augusto di Anhalt-Zerbst        | Cristina di Zeutsch                      |  |  |       |  |  |                                    |  |  |                                 |  |
| Caterina II di Russia                   |                                   | Cristiano Augusto di Anhalt-Zerbst        |                                          |  |  |       |  |  |                                    |  |  |                                 |  |
|                                         |                                   | Giovanna di Holstein-Gottorp              | Cristiano Augusto di Holstein-Gottorp    |  |  |       |  |  |                                    |  |  |                                 |  |
|                                         |                                   | Giovanna di Holstein-Gottorp              | Cristiano Augusto di Holstein-Gottorp    |  |  |       |  |  |                                    |  |  |                                 |  |
|                                         |                                   | Giovanna di Holstein-Gottorp              | Albertina Federica di Baden-Durlach      |  |  |       |  |  |                                    |  |  |                                 |  |
| Michail Pavlovič Romanov                |                                   | Giovanna di Holstein-Gottorp              |                                          |  |  |       |  |  |                                    |  |  |                                 |  |
|                                         | Carlo I Alessandro di Württemberg | Federico Carlo di Württemberg-Winnental   |                                          |  |  |       |  |  |                                    |  |  |                                 |  |
|                                         | Carlo I Alessandro di Württemberg | Federico Carlo di Württemberg-Winnental   |                                          |  |  |       |  |  |                                    |  |  |                                 |  |
|                                         | Carlo I Alessandro di Württemberg | Eleonora Giuliana di Brandeburgo-Ansbach  |                                          |  |  |       |  |  |                                    |  |  |                                 |  |
| Federico II Eugenio di Württemberg      | Carlo I Alessandro di Württemberg |                                           |                                          |  |  |       |  |  |                                    |  |  |                                 |  |
|                                         |                                   | Maria Augusta di Thurn und Taxis          | Anselmo Francesco di Thurn und Taxis     |  |  |       |  |  |                                    |  |  |                                 |  |
|                                         |                                   | Maria Augusta di Thurn und Taxis          | Anselmo Francesco di Thurn und Taxis     |  |  |       |  |  |                                    |  |  |                                 |  |
|                                         |                                   | Maria Augusta di Thurn und Taxis          | Maria Ludovica Anna di Lobkowicz         |  |  |       |  |  |                                    |  |  |                                 |  |
| Sofia Dorotea di Württemberg            |                                   | Maria Augusta di Thurn und Taxis          |                                          |  |  |       |  |  |                                    |  |  |                                 |  |
|                                         |                                   | Federico Guglielmo di Brandeburgo-Schwedt | Filippo Guglielmo di Brandeburgo-Schwedt |  |  |       |  |  |                                    |  |  |                                 |  |
|                                         |                                   | Federico Guglielmo di Brandeburgo-Schwedt | Filippo Guglielmo di Brandeburgo-Schwedt |  |  |       |  |  |                                    |  |  |                                 |  |
|                                         |                                   | Federico Guglielmo di Brandeburgo-Schwedt | Giovanna Carlotta di Anhalt-Dessau       |  |  |       |  |  |                                    |  |  |                                 |  |
| Federica Dorotea di Brandeburgo-Schwedt |                                   | Federico Guglielmo di Brandeburgo-Schwedt |                                          |  |  |       |  |  |                                    |  |  |                                 |  |
|                                         |                                   | Sofia Dorotea di Prussia                  | Federico Guglielmo I di Prussia          |  |  |       |  |  |                                    |  |  |                                 |  |
|                                         |                                   | Sofia Dorotea di Prussia                  | Federico Guglielmo I di Prussia          |  |  |       |  |  |                                    |  |  |                                 |  |
|                                         |                                   | Sofia Dorotea di Prussia                  | Sofia Dorotea di Hannover                |  |  |       |  |  |                                    |  |  |                                 |  |
|                                         |                                   | Sofia Dorotea di Prussia                  |                                          |  |  |       |  |  |                                    |  |  |                                 |  |